# Уолтем (город, Миннесота)
Уо́лтем (англ. Waltham) — город в округе Моуэр, штат Миннесота, США. На площади 1,2 км² (1,2 км² — суша, водоёмов нет), согласно переписи 2002 года, проживают 196 человек. Плотность населения составляет 164,1 чел./км².
- Телефонный код города — 507
- Почтовый индекс — 55982
- FIPS-код города — 27-67918[1]
- GNIS-идентификатор — 0653751[2]